# George Dixon (boxe anglaise)
Pour les articles homonymes, voir George Dixon et Dixon.
George Dixon est un boxeur canadien né le 29 juillet 1870 à Africville, Halifax, et mort le 6 janvier 1908. Après avoir remporté le titre des poids coqs en 1890, il devient le premier athlète noir à remporter un championnat du monde tout sport confondu, neuf ans avant le cycliste Major Taylor. Dixon est également le premier champion du monde de boxe né au Canada. 
Il est intronisé au Temple de la renommée des sports du Canada en 1955, au Temple de la renommée de Ring Magazine en 1956 et au Temple de la renommée de la boxe internationale en 1990. 

## Carrière
Considéré comme le 1er champion du monde poids coqs après sa victoire par KO au 18e round face au champion d'Angleterre Nunc Wallace le 27 juin 1890 à Londres (une première également pour un boxeur noir toutes catégories confondues), il défend 3 fois son titre puis décide en 1892 de poursuivre sa carrière en poids plumes.
Le 27 juin 1892, Dixon devient champion du monde des poids plumes en mettant KO au 14e round Fred Johnson. Battu seulement le 27 novembre 1896 par le suisse Frank Erne, il remporte deux autres fois ce titre mondial, tout d'abord en prenant sa revanche face à Erne le 24 mars 1897 puis contre l'irlandais Dave Sullivan le 26 septembre 1898.

## Distinction
- George Dixon est membre de l'International Boxing Hall of Fame depuis 1990[2].